# Akysis prashadi
Akysis prashadi är en fiskart som beskrevs av Hora, 1936. Akysis prashadi ingår i släktet Akysis och familjen Akysidae. IUCN kategoriserar arten globalt som livskraftig. Inga underarter finns listade i Catalogue of Life.